# Mirwart
Mirwart (Waals: Mirwå) is een dorp in de Belgische provincie Luxemburg en een deelgemeente van Saint-Hubert. Mirwart ligt meer dan acht kilometer ten noordwesten van het stadscentrum van Saint-Hubert.
De plaats had ook een station Mirwart aan spoorlijn 162.

## Geschiedenis
Op het eind van het ancien régime werd Mirwart een gemeente. In 1823 werd de gemeente echter opgeheven en bij Awenne gevoegd. In 1877 werd Mirwart weer afgesplitst en heropgericht als zelfstandige gemeente.

## Demografische ontwikkeling
- Bronnen:NIS, Opm:1831 tot en met 1970=volkstellingen, 1976= inwoneraantal op 31 december

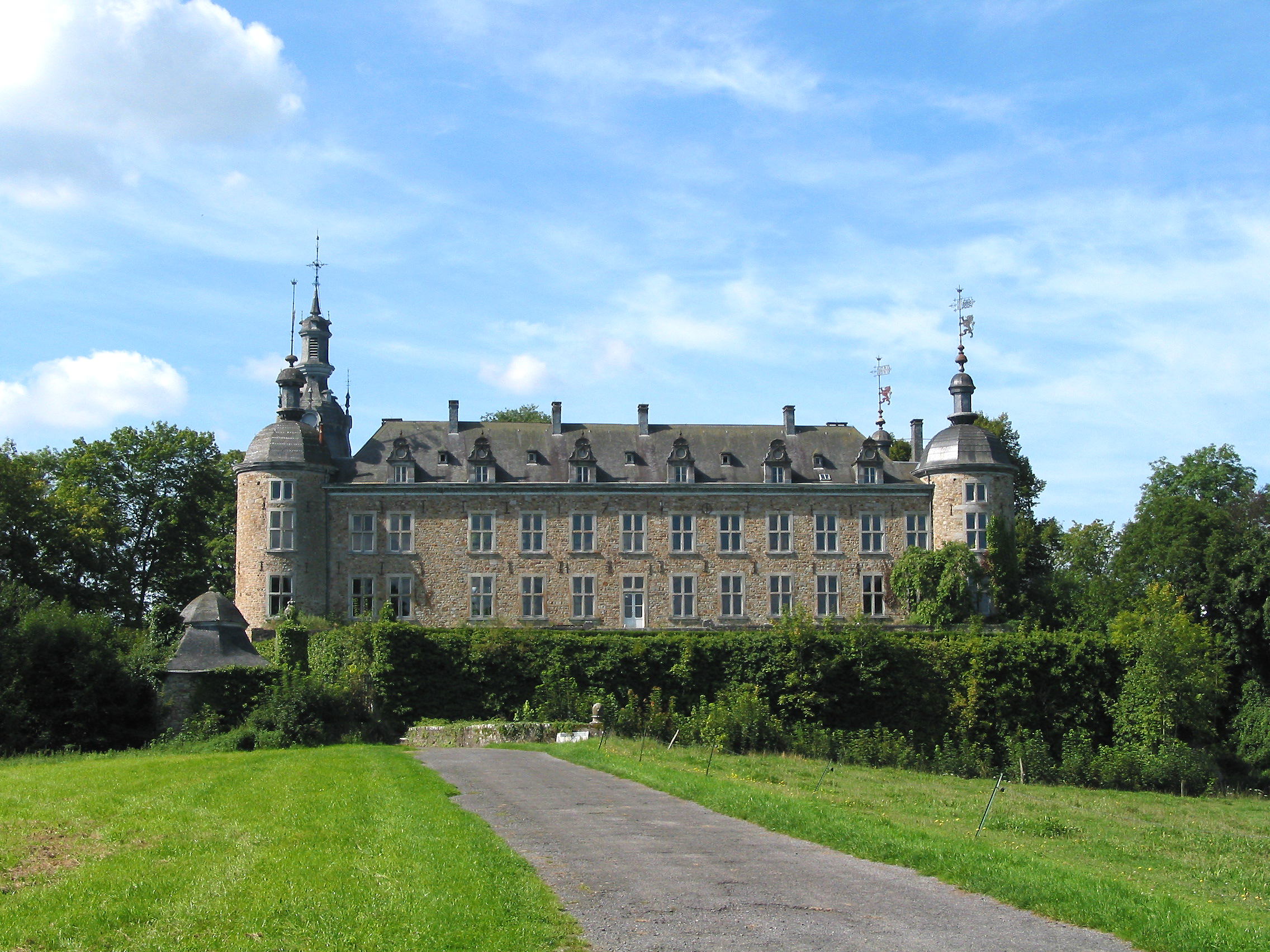
Het kasteel van Mirwart

Deelgemeenten: Arville · Awenne · Hatrival · Mirwart · Saint-Hubert · Vesqueville

Overige plaatsen: Lorcy · Poix-Saint-Hubert

Belgische gemeenten · Arrondissement Neufchâteau · Luxemburg · Wallonië